# شهرستان آیرن (ویسکانسین)
شهرستان آیرن، ویسکانسین (به انگلیسی: Iron County, Wisconsin) یک سکونتگاه مسکونی در ایالات متحده آمریکا است که در ویسکانسین واقع شده‌است.

## خصوصیات
شهرستان آیرن ۲٬۳۸۰٫۲۱ کیلومترمربع مساحت دارد.